# Giuseppe Tarantini (politico 1844)
Giuseppe Tarantini (Napoli, 23 marzo 1844 – ...) è stato un politico italiano.

## Biografia
Nato a Napoli, di professione avvocato e parente dell'ex deputato Leopoldo, venne eletto alla Camera del Regno d'Italia nella XX legislatura alle elezioni suppletive del 6 giugno 1897 per il collegio di Andria, dopo la rinuncia di Matteo Renato Imbriani Poerio in favore del collegio di Corato.